# Северинівка (Бучанський район)
Севери́нівка — село Макарівської селищної громади Бучанського району Київської області.

## Географія
Село розташоване за 7 км від с. Копилів. Відстань до центру громади — 18 км, до обласного центру — 52 км.
Площа населеного пункту становить 874,3 га, кількість дворів — 175. Кількість населення — 227 осіб.

## Історія
Поселення належало до парафії Макарівського костелу Непорочного Зачаття Пресвятої Богородиці з 1803 року.
У роки німецько-радянської війни северинівці воювали на фронтах. 8 жителів села загинули. У 1965 році було зведено пам'ятник загиблим воїнам.
У 1990-х роках відкрито Українську православну церкву Київського патріархату. У 2002 році створено ТОВ «Київ».
16 грудня 2017 року митрополит Переяславський і Білоцерківський Епіфаній у Северинівці звершив освячення новозбудованого храму на честь Святих першоверховних апостолів Петра і Павла.
4 березня 2022 року російські окупанти різних підрозділів у районі села обмінялися «дружнім вогнем» — знищено 9 танків та 4 БТР.

## Населення

### Мова
Розподіл населення за рідною мовою за даними перепису 2001 року:
| Мова       | Кількість | Відсоток |
| ---------- | --------- | -------- |
| українська | 260       | 96.65%   |
| російська  | 9         | 3.35%    |
| Усього     | 269       | 100%     |